# Fadila
Fadila (en arabe : فضيلة), ou Fadela est un prénom féminin d’origine arabe.

## Personnalités portant ce prénom
- Pour l'ensemble des articles sur les personnes portant ce prénom, consulter :
  - la liste des articles dont le titre commence par ce prénom
  - les listes produites par Wikidata : Liste des personnes de prénom « Fadila » — même liste en incluant les éventuels prénoms composés qui contiennent « Fadila ».